# Анн Александер Поудер
Анн Алекса́ндер По́удер (англ. Ann Pouder; 8 квітня 1807, Лондон, Англія — 10 червня 1917, Балтимор, США) — одна з перших відомих суперсенетатіанців, тобто людей, що прожили понад 110 років.
Мешкала в США, штаті Нью-Йорк.
Інформація про неї вперше з'явилася у статті про найстаріших людей в червні 1919 року, у виданні журналу National Geographic.
Померла у віці 110 років.